# Red Hot Organization
Red Hot Organization è una organizzazione non governativa internazionale che è dedicata alla sensibilizzazione nei confronti dell'AIDS.
Dal 1989 ha riunito oltre 400 tra artisti, musicisti e produttori discografici realizzando e producendo oltre 15 raccolte discografiche ed eventi mediatici - concerti soprattutto - raccogliendo circa 10 milioni di dollari che sono stati destinati alla ricerca e alla prevenzione della malattia attraverso partnership con centri specifici (Partners In Health, Casey House, Citta, Camp AmeriKids, Out Youth, Housing Works, San Francisco AIDS Foundation, AIDS Resource Center of Wisconsin, A Loving Spoonful e molti altri).
John Carlin, Paul Heck e Béco Dranoff sono i principali responsabili dell'organizzazione.

## Discografia
- Red Hot + Blue (1990)
- Red Hot + Dance (1992)
- No Alternative (1993)
- Red Hot + Bothered (1993)
- Red Hot + Country (1994)
- Red Hot + Cool: Stolen Moments (1994)
- Offbeat: A Red Hot Soundtrip (1996)
- America Is Dying Slowly (1996)
- Red Hot + Rio (1996)
- Silencio=Muerte: Red Hot + Latin (1997)
- Red Hot + Lisbon: Onda Sonora (1998)
- Red Hot + Rhapsody (1998)
- Red Hot + Indigo (2000)
- Red Hot + Riot: The Music and Spirit of Fela Kuti (2002)
- Dark Was the Night (2009)
- Red Hot + Rio 2 (2011)
- Red Hot + Fela (2013)

Raccolte
- Red Hot On Impulse (1994)
- Nova Bossa: Red Hot On Verve (1996)
- By George (& Ira): Red Hot on Gershwin (1998)
- Twentieth-Century Blues: The Songs of Noel Coward (1998)

Pubblicazioni multimediali
- Optic Nerve (1999)
- Red Hot + Bach (2014)

## Filmografia
- Red Hot + Blue (VHS) (1990)
- No Alternative (VHS) (1993)
- Stolen Moments: Red Hot + Cool (VHS) (1994)